# Kubuntu
A Kubuntu az Ubuntu Linux-disztribúció hivatalos változata, mely KDE grafikus környezetet használ. Az Ubuntu projekt része és ugyanazon a rendszeren alapul, ugyanazon csomagforrásokat használja, valamint tartalmazza az Ubuntu szolgáltatásait. Rendszeresen jelenik meg, egyidőben az Ubuntu kiadásával.

## Változatok
A Kubuntu követi az Ubuntu verziószámát: az első változat az 5.04-es verziószámmal jelent meg 2005. április 8-án (Hoary Hedgehog kódnévvel). A KDE 3.4-es verzióját tartalmazta a legnépszerűbb KDE alkalmazásokkal. Néhány ezek közül csak később lett hivatalosan is része a KDE-nek, mint például az Amarok, Kaffeine, Gwenview és a K3b.
A második kiadás, 5.10 (Breezy Badger kódnévvel) a KDE 3.4.3-as változatát és a Guidance konfigurációs segédeszközt tartalmazta. Megtalálható benne az Adept csomagkezelő (leváltva ezzel a Kynaptic-ot), amellyel könnyebbé vált a csomagok közti keresés.
Folyamatosan karbantartott, frissített operációs rendszer, mely elérhető X86-64 architektúrájú (64-bites processzorral szerelt) eszközökre. A Kubuntu letölthető verzióinál sok helyen a nevében AMD64-es jelöléssel utalnak az architektúrára (mivel az eredeti specifikációt az AMD tervezte), ez használható 64 bites Intel és AMD processzorok esetén is.
LTS kiadások: az Ubuntu-hoz hasonlóan időnként hosszan támogatott kiadások jelennek meg, melyeket az angol 'Long-Term Support' kifejezés rövidítésével jelölnek.

## Eltérések az Ubuntutól
A hagyományos Ubuntu telepítő a GNOME felhasználói környezetet és a környezethez közelebb álló alkalmazásokat tartalmazza (például Evolution), továbbá a GNOME/GTK adminisztrációs eszközöket (mint a Synaptic). Ezek azonban csak az alapértelmezett csomagok. Például egy Ubuntu telepítés után lehetőség van a KDE felület hozzáadására. A Kubuntu telepítője az Ubuntu-tól eltérően a KDE felhasználói környezetet tartalmazza a főbb KDE alkalmazásokkal (például KCalc) és a KDE/Qt adminisztrációs eszközök találhatók meg benne. Egyéb felületre optimalizált program telepítése nem okoz problémát, mivel a számára szükséges keretprogramokat függőségként magával húzza (telepíti) a Szoftverkezelőből történő telepítéskor, így nincs szükség külön pl. a GNOME felület telepítésére. KDE csomagokat használhatunk GNOME alatt is, azonban ez megnöveli a rendszerigényeket, hiszen egyszerre van szükség a GTK és a Qt eszköztárra.
| Szoftver                                              | Ubuntu                 | Kubuntu                |  | megjegyzés                                                                                         |
| ----------------------------------------------------- | ---------------------- | ---------------------- |  | -------------------------------------------------------------------------------------------------- |
| Kernel                                                | Linux kernel           | Linux kernel           |  | minden Linux operációs rendszer alapja                                                             |
| mag                                                   | Ubuntu mag             | Ubuntu mag             |  | Ubuntu mag néhány fontosabb rendszerszoftverrel                                                    |
| grafikus kiszolgáló                                   | X.Org Server/Wayland   | X.Org Server/Wayland   |  | Ubuntu mag néhány fontosabb rendszerszoftverrel                                                    |
| hangrendszer szerver                                  | PulseAudio             | PulseAudio             |  | Ubuntu mag néhány fontosabb rendszerszoftverrel                                                    |
| multimédiás keretrendszer                             | GStreamer              | GStreamer              |  | Ubuntu mag néhány fontosabb rendszerszoftverrel                                                    |
| ablakkezelő                                           | Mutter                 | KWin                   |  | grafikus felhasználói felület és az általa használt szoftverek                                     |
| grafikus felhasználói felület                         | GNOME                  | KDE Plasma             |  | grafikus felhasználói felület és az általa használt szoftverek                                     |
| elsődleges eszköztár                                  | GTK                    | Qt                     |  | grafikus felhasználói felület és az általa használt szoftverek                                     |
| webböngésző                                           | Firefox                | Firefox                |  | előtelepített felhasználói programok                                                               |
| irodai szoftvercsomag                                 | LibreOffice            | LibreOffice            |  | előtelepített felhasználói programok                                                               |
| e-mail és PIM                                         | Thunderbird            | Thunderbird            |  | előtelepített felhasználói programok                                                               |
| felhasználó/rendszergazda által telepített szoftverek | Ubuntu szoftvertárolók | Ubuntu szoftvertárolók |  | további programok telepítéséhez, meglévők frissítéséhez ugyanazok a szoftverforrások használhatóak |
| felhasználó/rendszergazda által telepített szoftverek | egyéb szoftverforrások |                        |  | további programok telepítéséhez, meglévők frissítéséhez ugyanazok a szoftverforrások használhatóak |

A fenti táblázat világosabb és sötétebb zöld színnel jelöli az Ubuntuban és a Kubuntuban egyaránt megtalálható elemeket. Amint ebből is kitűnik a két disztribúció között szinte csak a grafikus felhasználói felület adja a különbséget. A megjegyzés előtti oszlop különböző szürkeárnyalatos részei azt jelzik, hogy egy feltelepített rendszer alapesetben mit tartalmaz. A zöld és a szürke színeknél az árnyalatok váltakozása csak a megjegyzés oszlop sorok szerinti átláthatóságát szolgálja.

## Verziótörténet
| Szín  | Jelentés                       |
| ----- | ------------------------------ |
| Piros | Nem támogatott kiadás          |
| Sárga | Régi, de még támogatott kiadás |
| Zöld  | Támogatott kiadás              |
| Kék   | Jövőbeni kiadás                |

| Verzió    | Kódnév            | Kiadási dátum | Támogatás megszűnése |
| --------- | ----------------- | ------------- | -------------------- |
| 5.04      | Hoary Hedgehog    | 2005-04-08    | 2006-10              |
| 5.10      | Breezy Badger     | 2005-10-13    | 2007-04              |
| 6.06 LTS  | Dapper Drake      | 2006-06-01    | 2009-06              |
| 6.10      | Edgy Eft          | 2006-10-26    | 2008-04              |
| 7.04      | Feisty Fawn       | 2007-04-19    | 2008-10              |
| 7.10      | Gutsy Gibbon      | 2007-10-18    | 2009-04              |
| 8.04      | Hardy Heron       | 2008-04-24    | 2009-10              |
| 8.10      | Intrepid Ibex     | 2008-10-30    | 2010-04              |
| 9.04      | Jaunty Jackalope  | 2009-04-23    | 2010-10              |
| 9.10      | Karmic Koala      | 2009-10-30    | 2011-04              |
| 10.04 LTS | Lucid Lynx        | 2010-04-29    | 2013-05              |
| 10.10     | Maverick Meerkat  | 2010-10-10    | 2012-04              |
| 11.04     | Natty Narwhal     | 2011-04-28    | 2012-10              |
| 11.10     | Oneiric Ocelot    | 2011-10-12    | 2013-05              |
| 12.04 LTS | Precise Pangolin  | 2012-04-25    | 2017-04              |
| 12.10     | Quantal Quetzal   | 2012-10-18    | 2014-04              |
| 13.04     | Raring Ringtail   | 2013-04-25    | 2014-01              |
| 13.10     | Saucy Salamander  | 2013-10-17    | 2014-06              |
| 14.04 LTS | Trusty Tahr       | 2014-04-17    | 2019-04              |
| 14.10     | Utopic Unicorn    | 2014-10-22    | 2015-06              |
| 15.04     | Vivid Vervet      | 2015-04-22    | 2015-12              |
| 15.10     | Wily Werewolf     | 2015-10-22    | 2016-06              |
| 16.04 LTS | Xenial Xerus      | 2016-04-21    | 2019-04              |
| 16.10     | Yakkety Yak       | 2016-10-13    | 2017-06              |
| 17.04     | Zesty Zapus       | 2017-04-13    | 2018-01              |
| 17.10     | Artful Aardvark   | 2017-10-19    | 2018-07              |
| 18.04 LTS | Bionic Beaver     | 2018-04-26    | 2021-04              |
| 18.10     | Cosmic Cuttlefish | 2018-10-18    | 2019-07              |
| 19.04     | Disco Dingo       | 2019-04-18    | 2020-01              |
| 19.10     | Eoan Ermine       | 2019-10-17    | 2020-07              |
| 20.04 LTS | Focal Fossa       | 2020-04-23    | 2023-04              |
| 20.10     | Groovy Gorilla    | 2020-10-22    | 2021-07              |
| 21.04     | Hirsute Hippo     | 2021-04-22    | 2022-01              |
| 21.10     | Impish Indri      | 2021-10-15    | 2022-07              |
| 22.04 LTS | Jammy Jellyfish   | 2022-04-21    | 2025-04              |
| 22.10     | Kinetic Kudu      | 2022-10-20    | 2023-07              |
| 23.04     | Lunar Lobster     | 2023-04-20    | 2024-01              |
| 23.10     | Mantic Minotaur   | 2023-10-17    | 2024-07              |
| 24.04 LTS | Noble Numbat      | 2024-04-25    | 2027-04              |
| 24.10     | Oracular Oriole   | 2024-10-10    | 2025-07              |
| 25.04     | Plucky Puffin     | 2025-04-17    | 2026-01              |

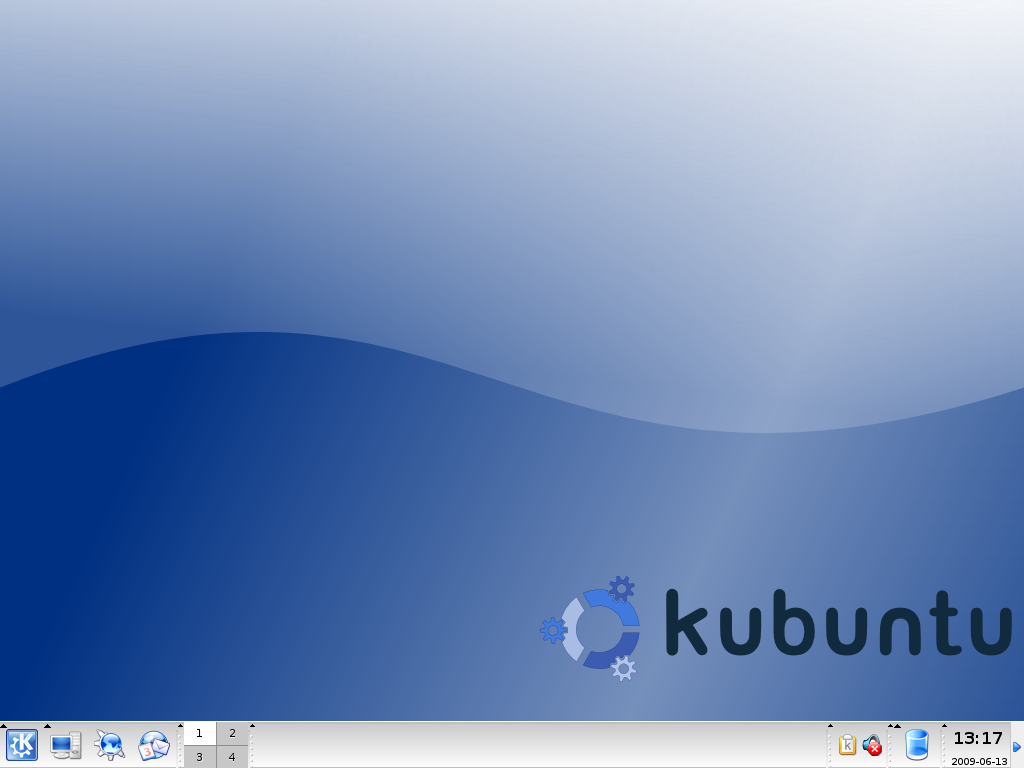
Kubuntu 5.04
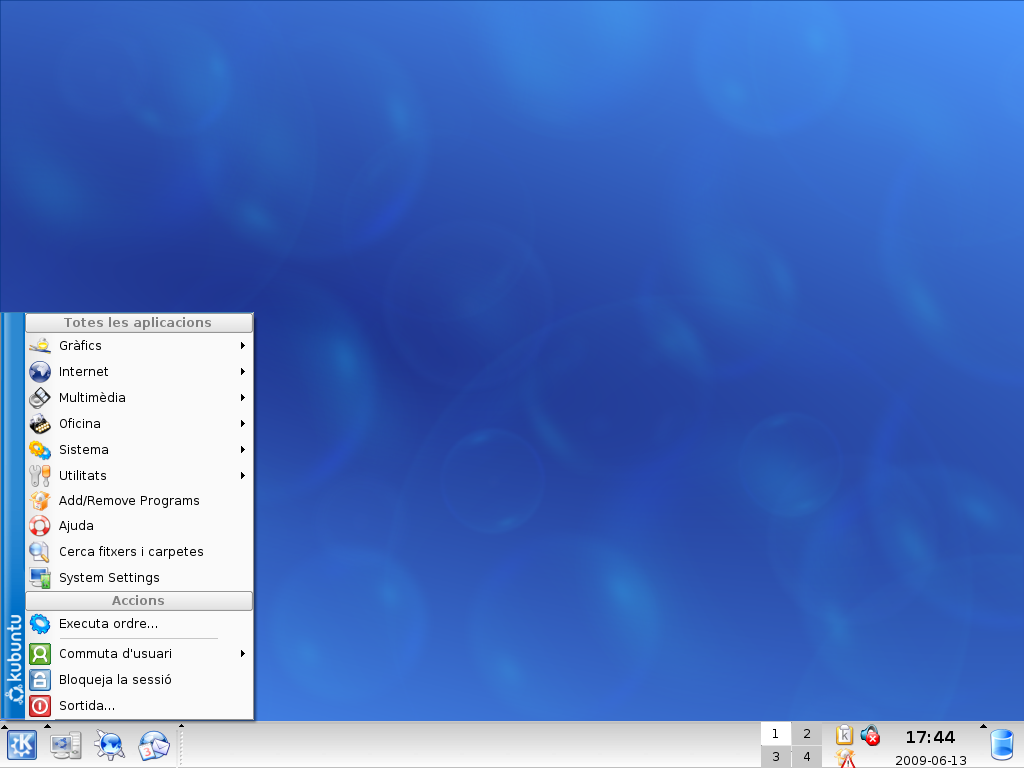
Kubuntu 6.06 LTS
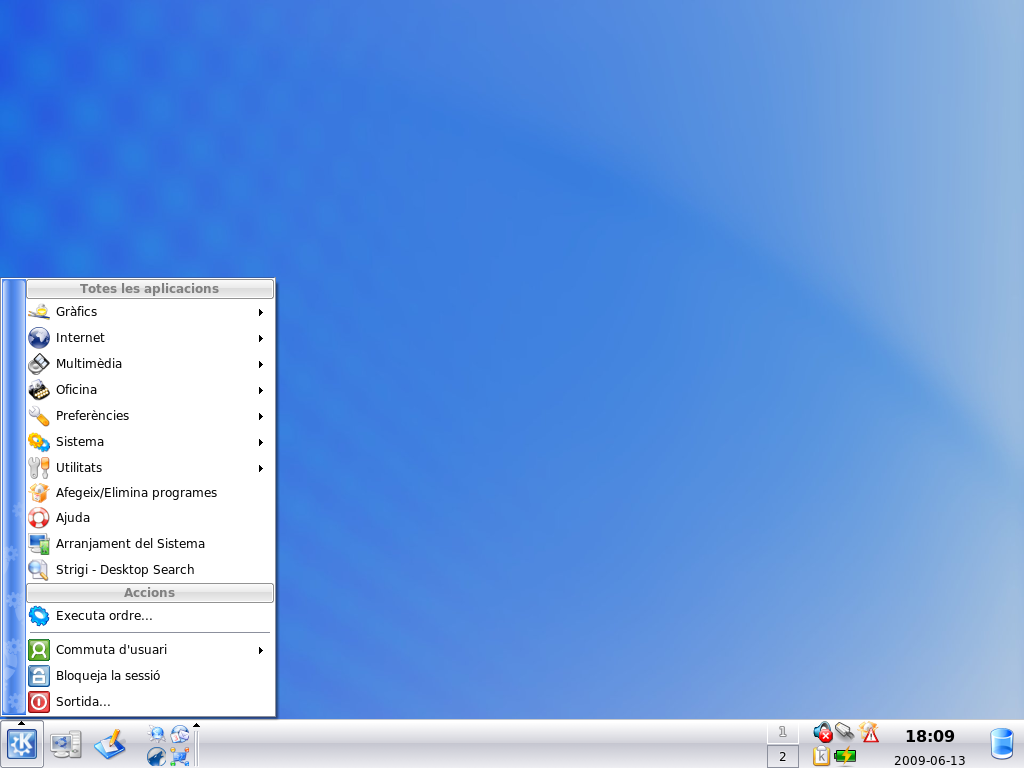
Kubuntu 8.04
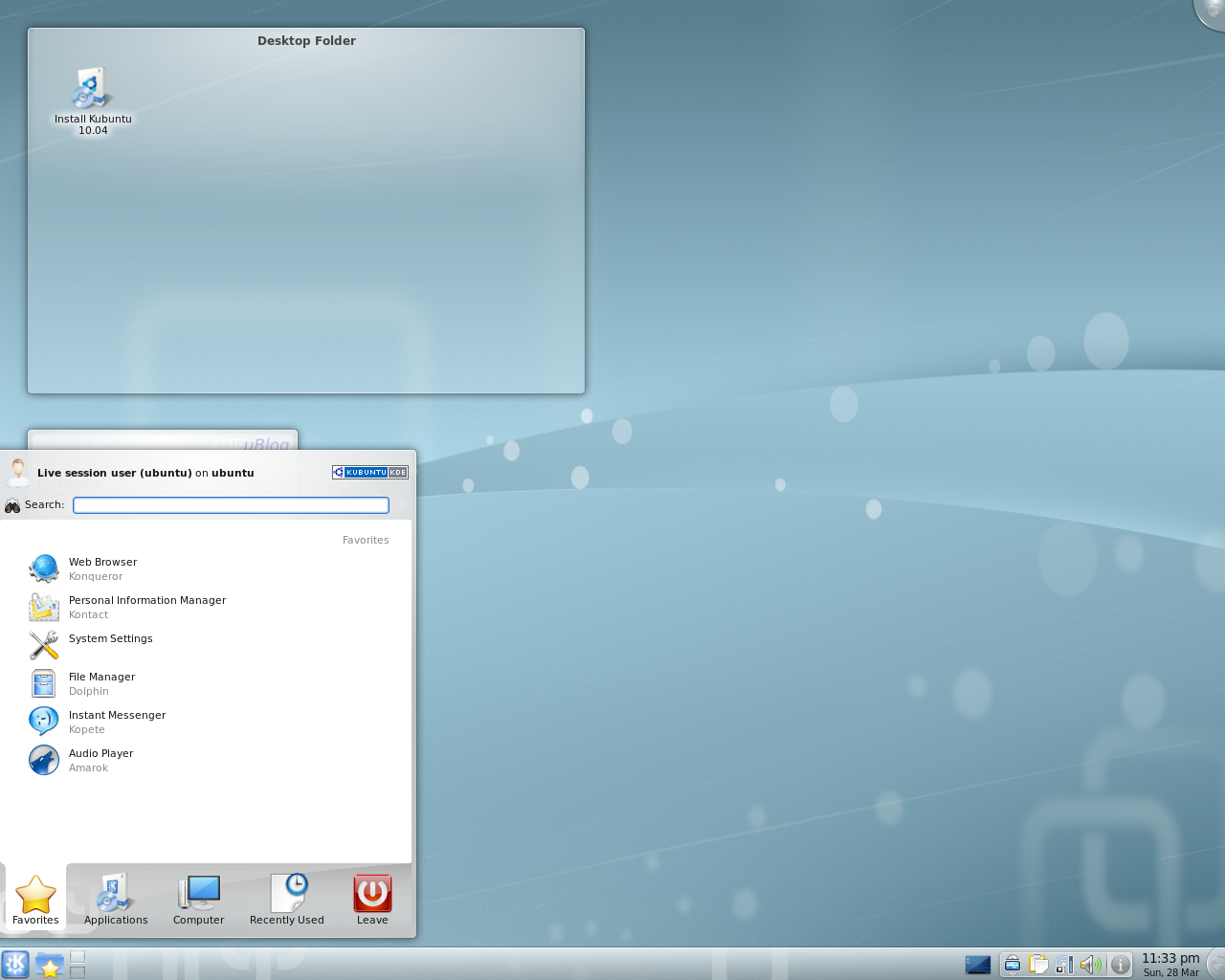
Kubuntu 10.04 LTS
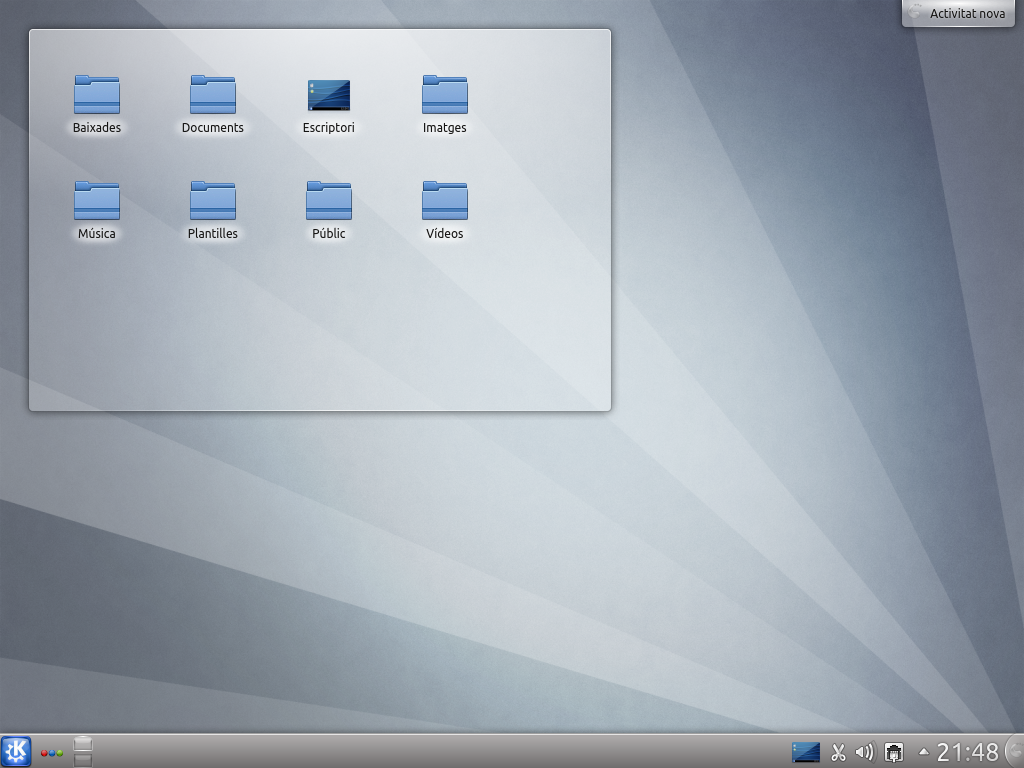
Kubuntu 12.04 LTS
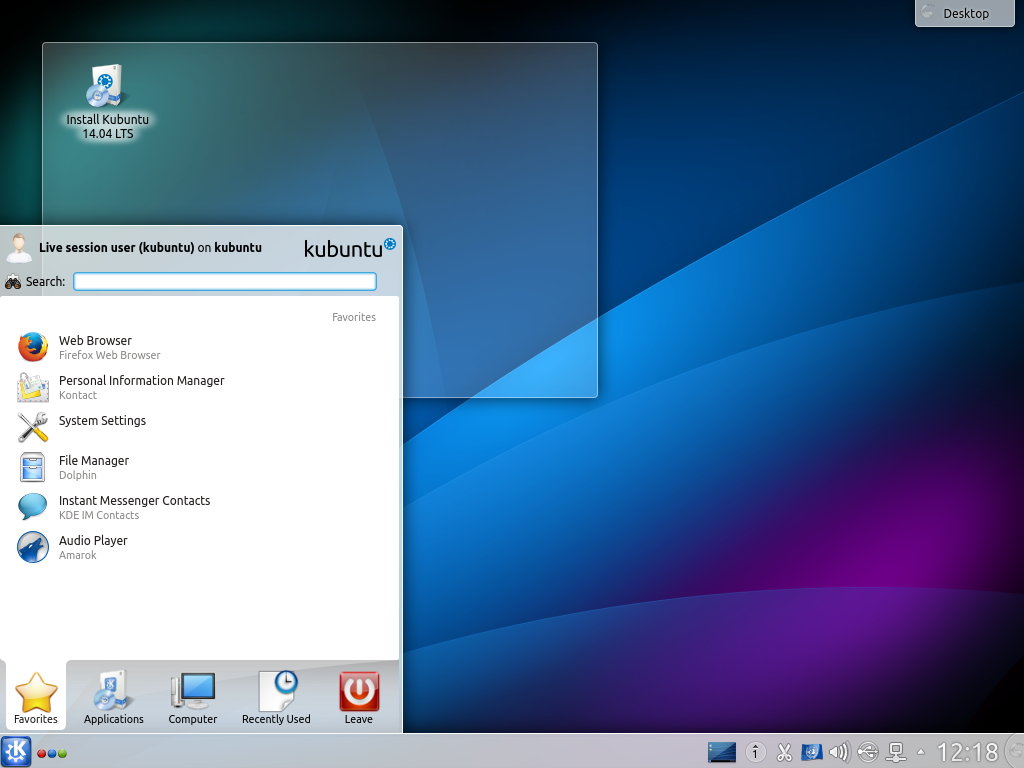
Kubuntu 14.04 LTS
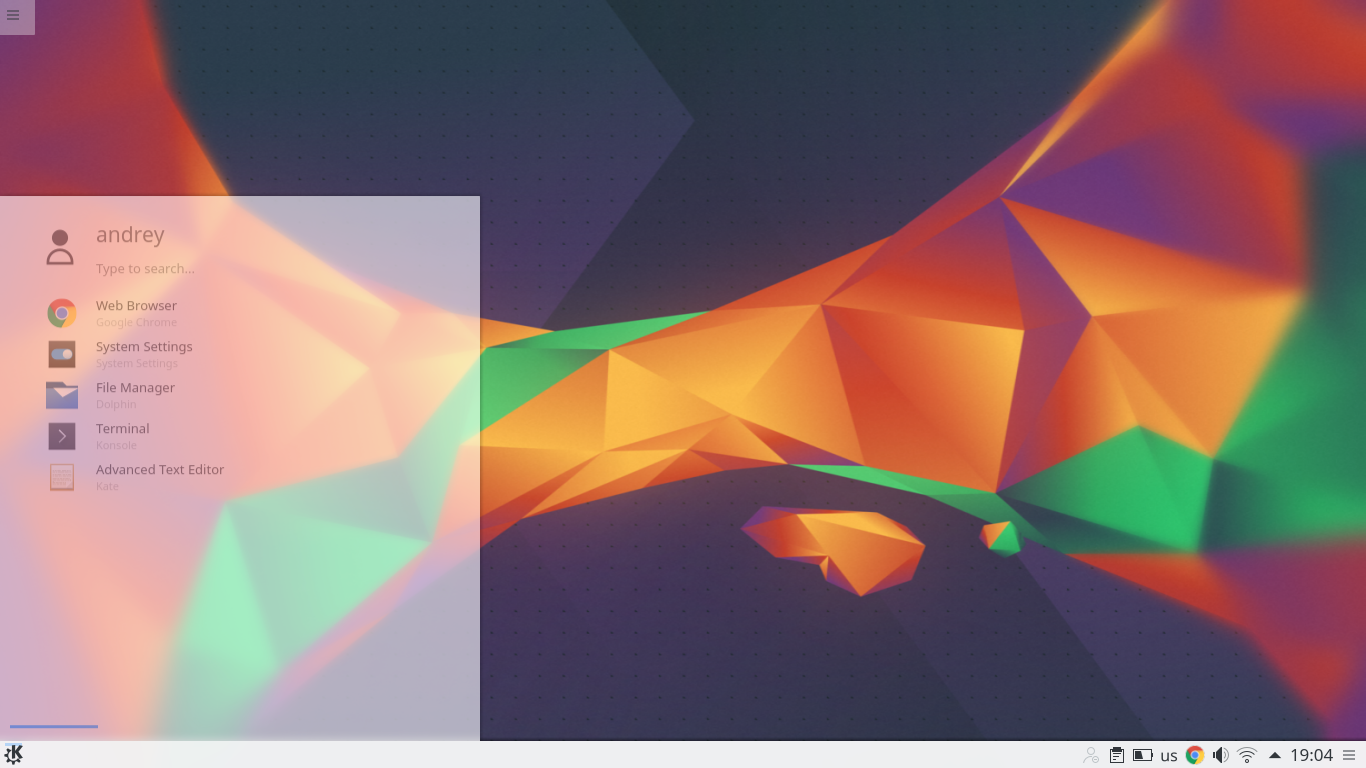
Kubuntu 16.04 LTS
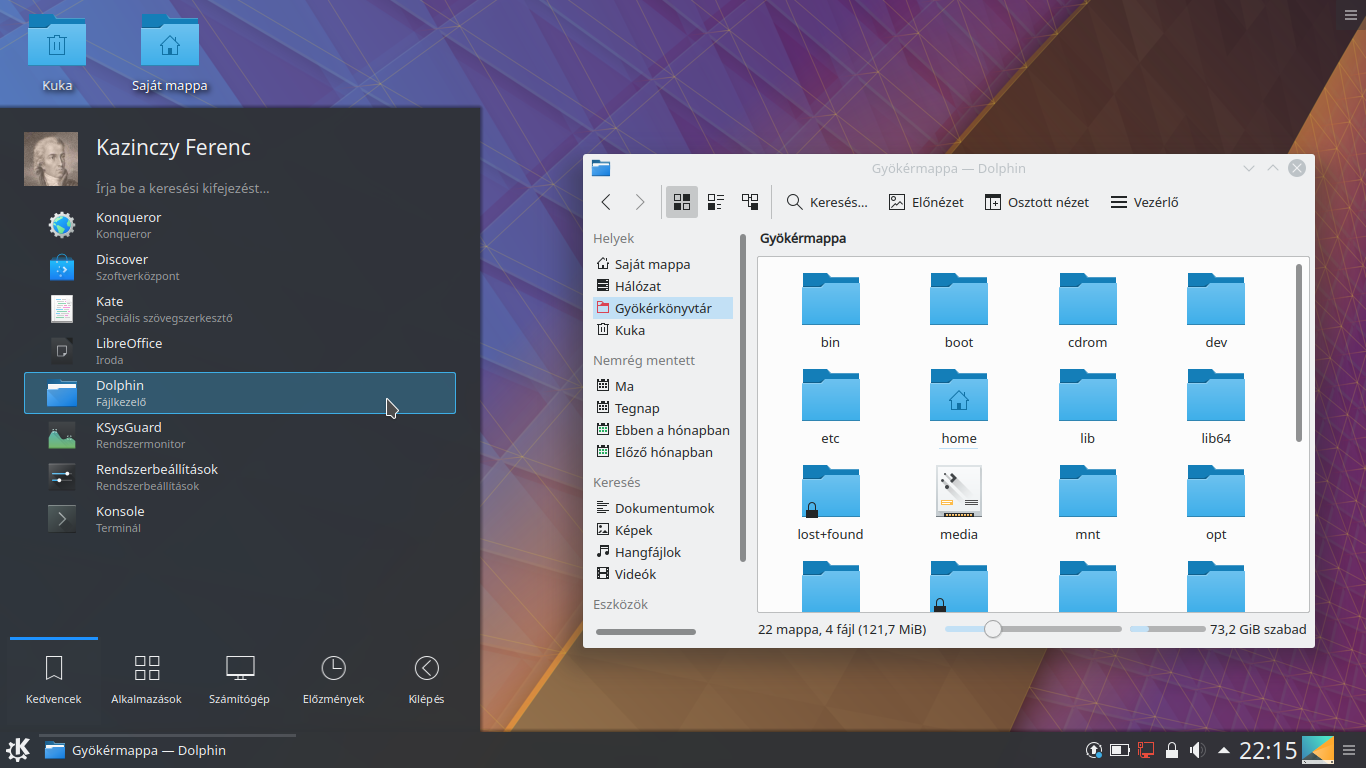
Kubuntu 18.04 LTS (HU)
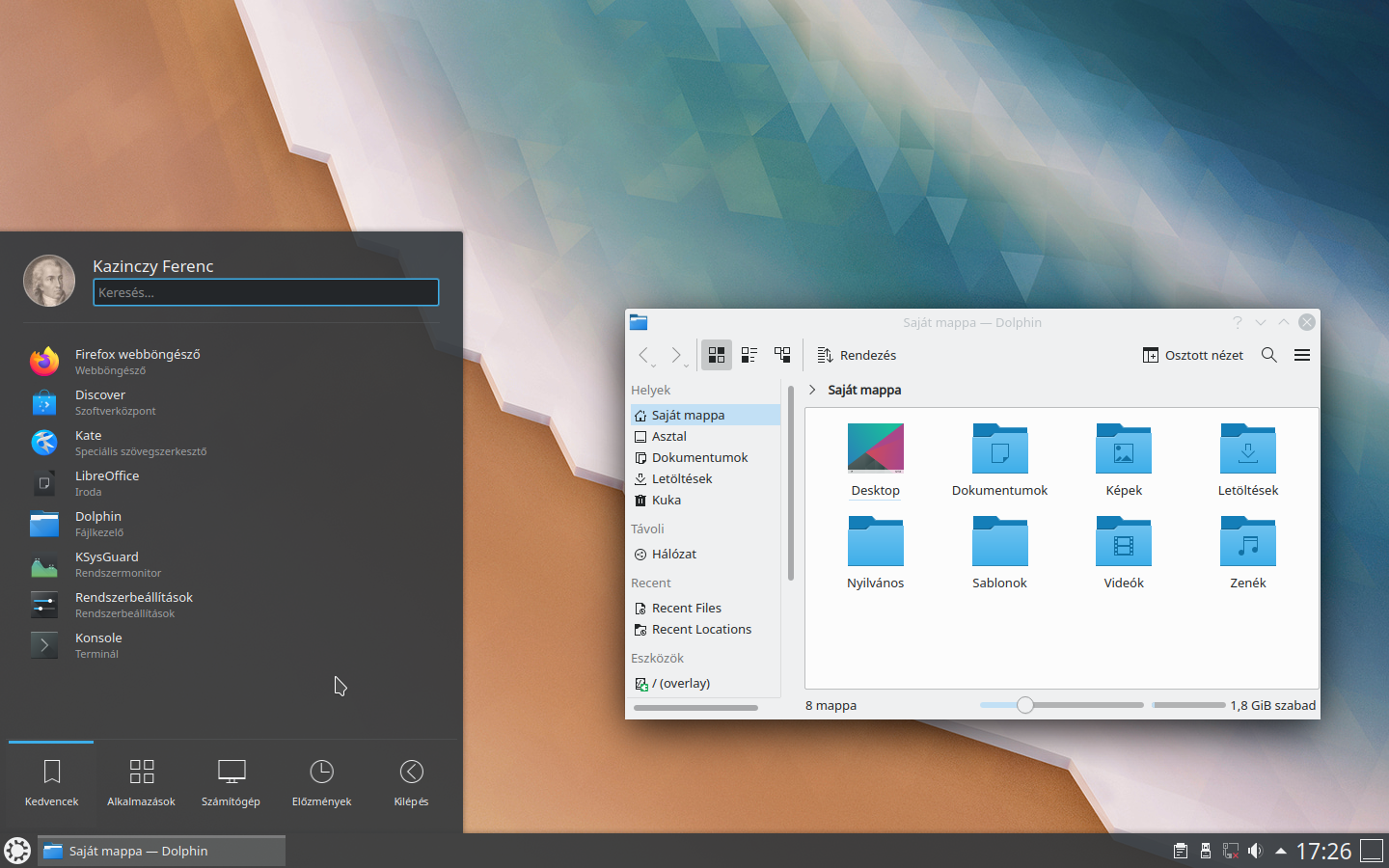
Kubuntu 20.04 LTS (HU)
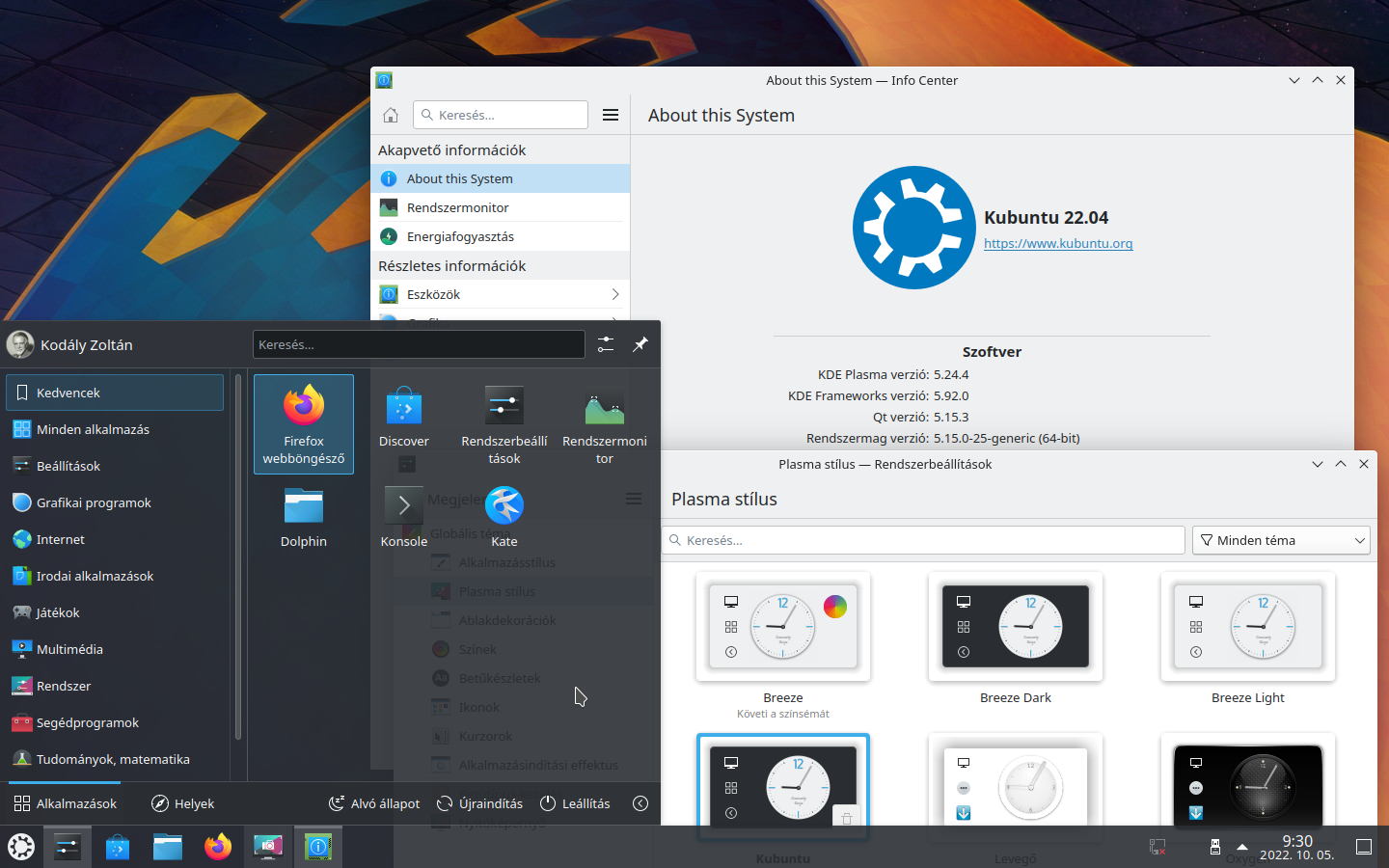
Kubuntu 22.04 LTS (HU)
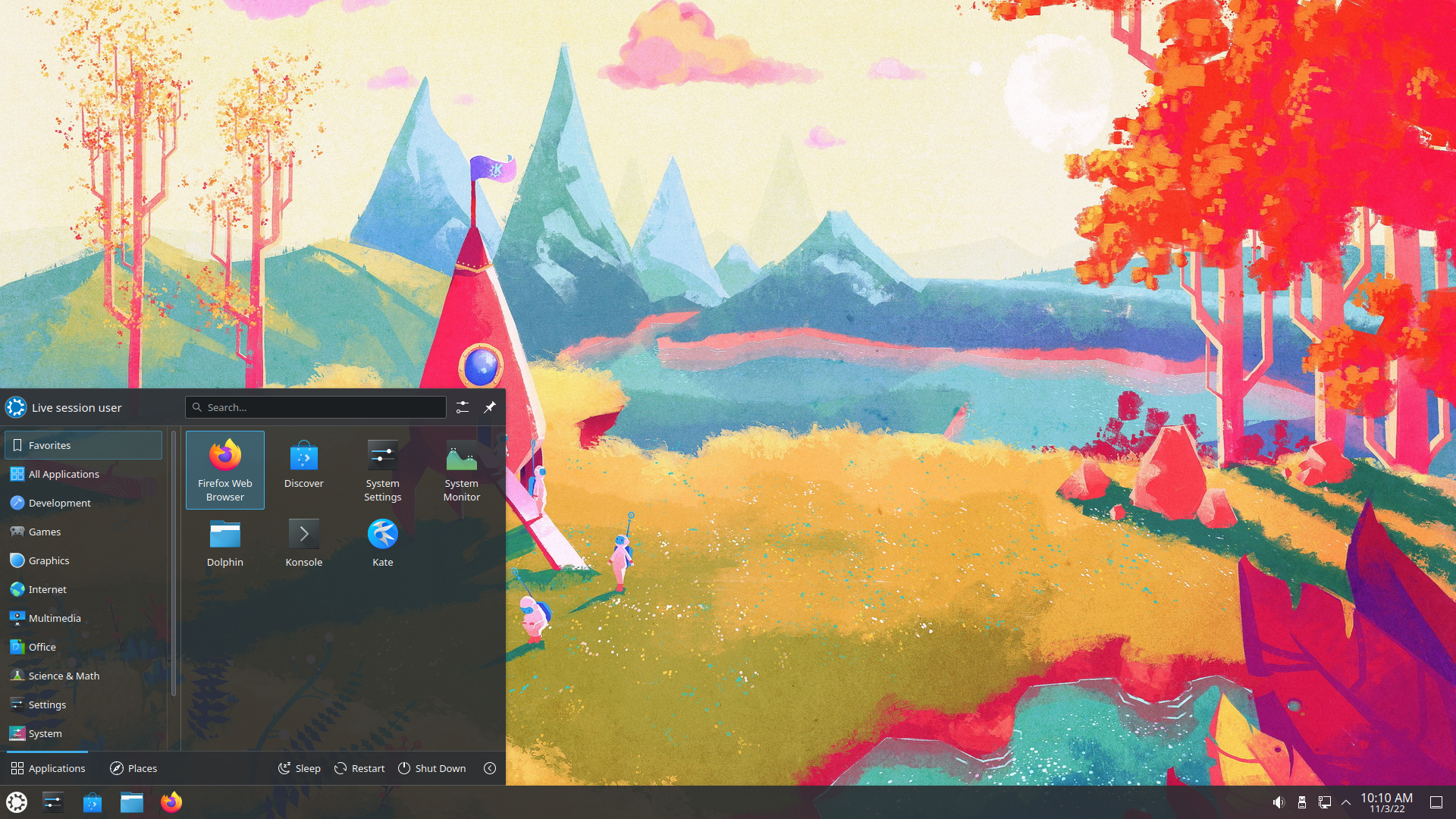
Kubuntu 22.10
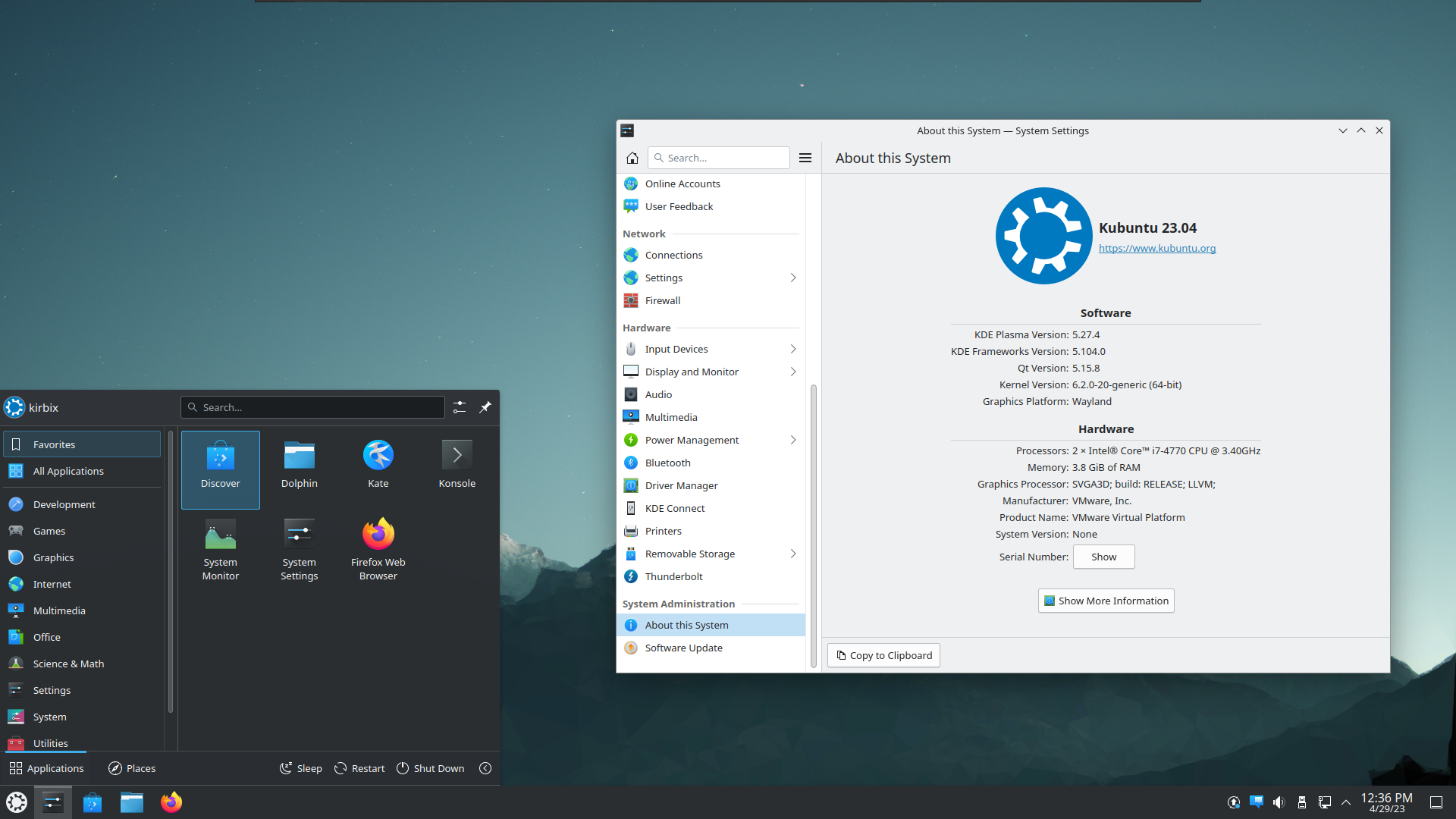
Kubuntu 23.04
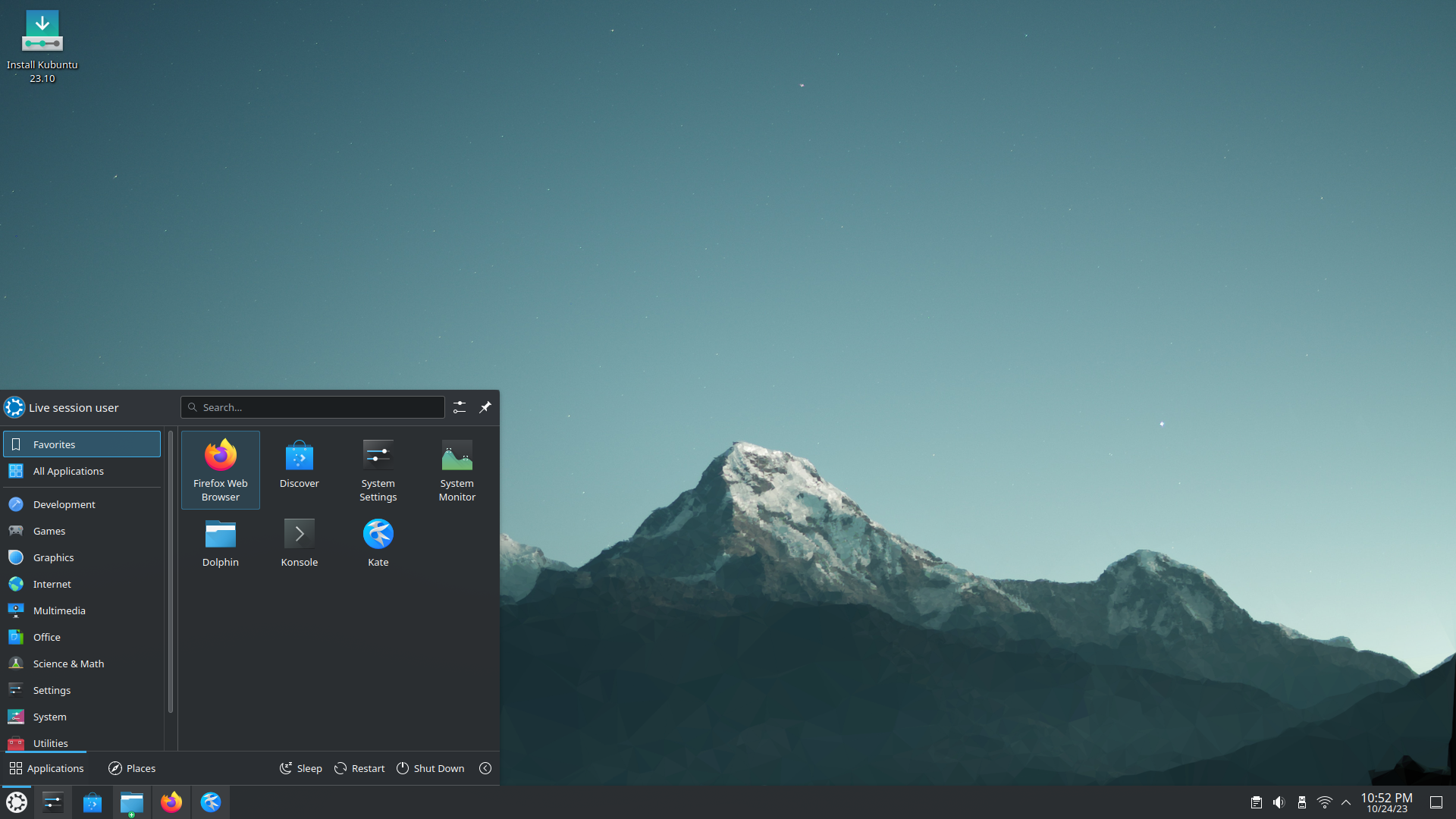
Kubuntu 23.10
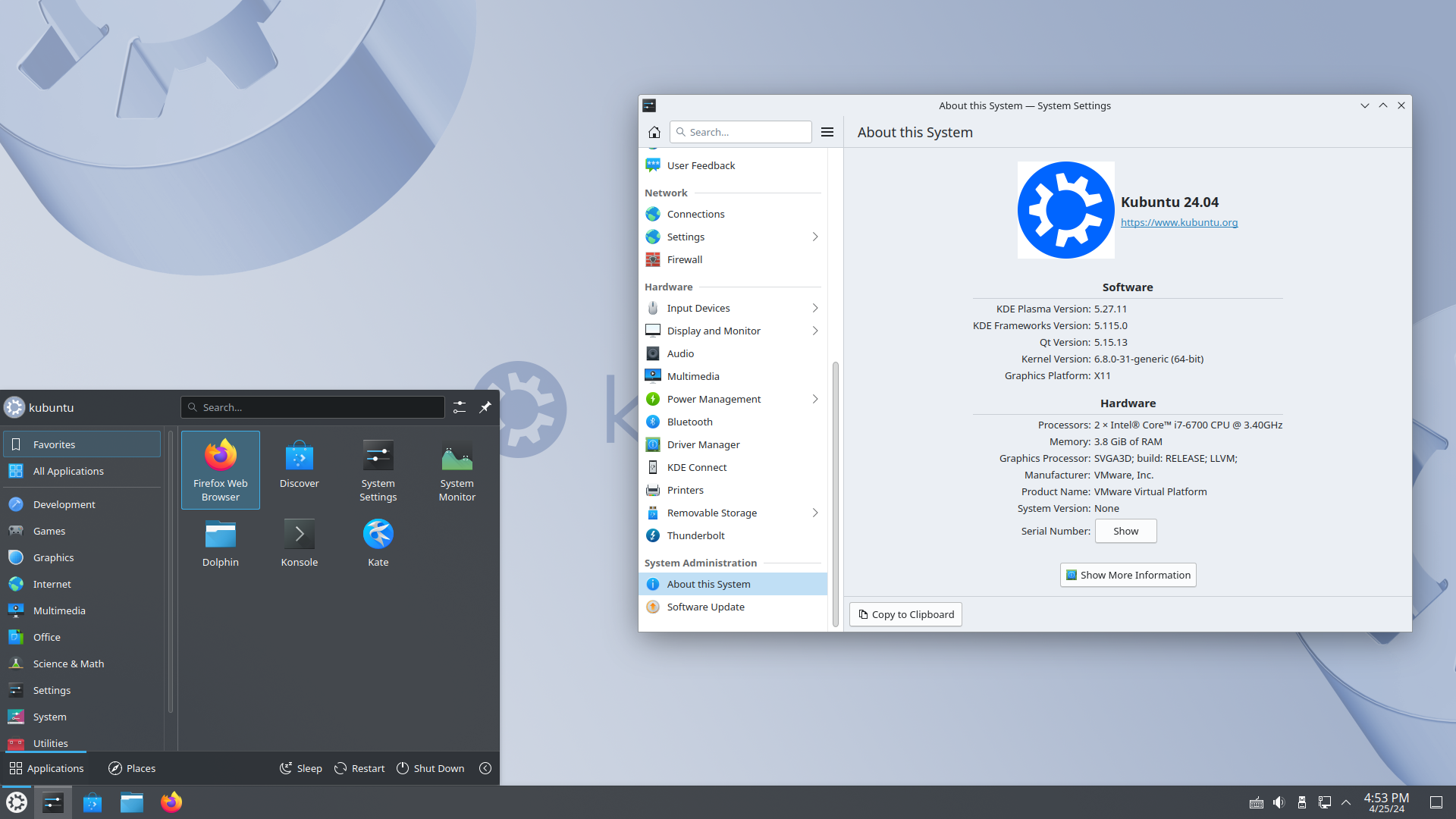
Kubuntu 24.04
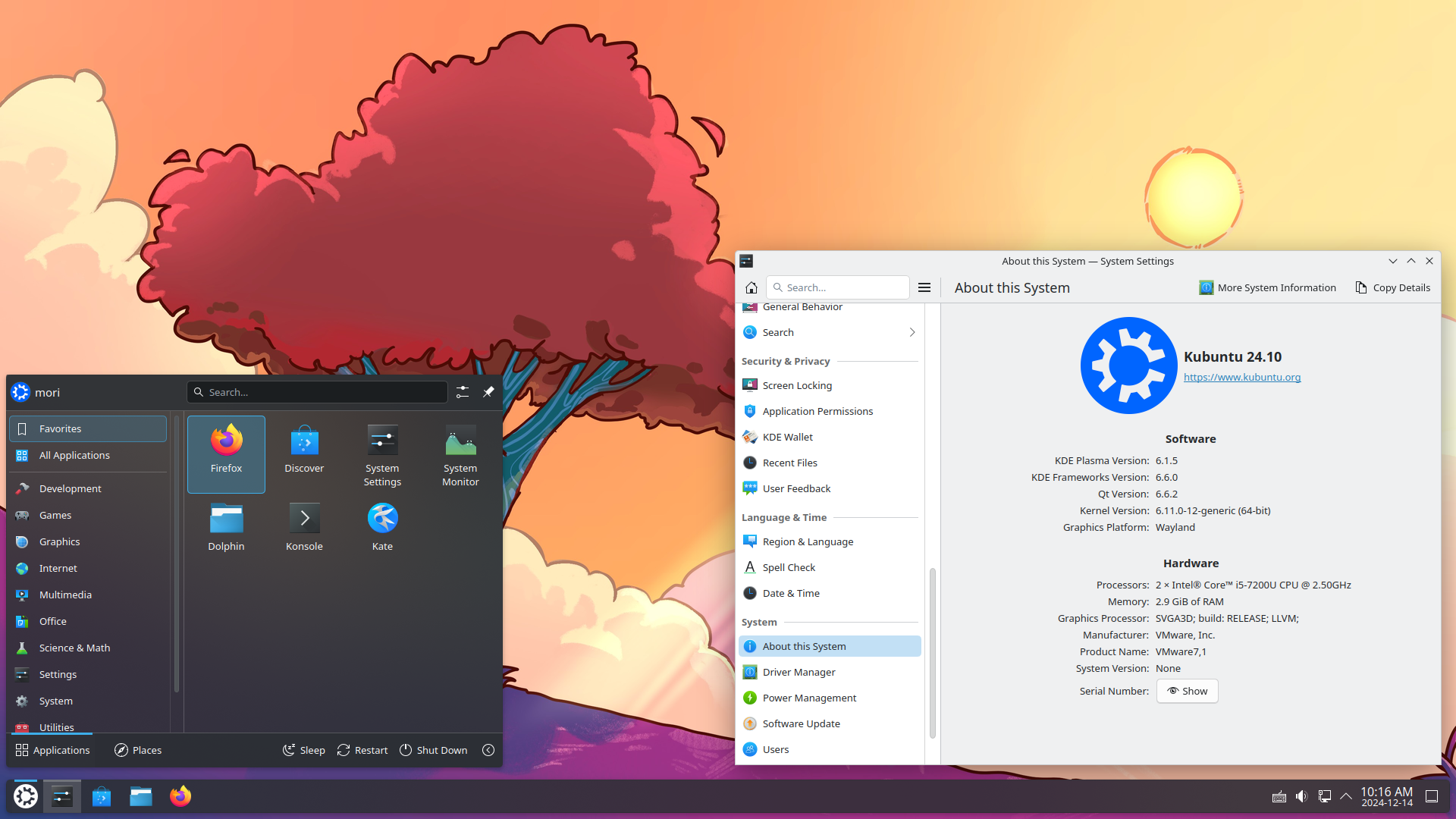
Kubuntu 24.10
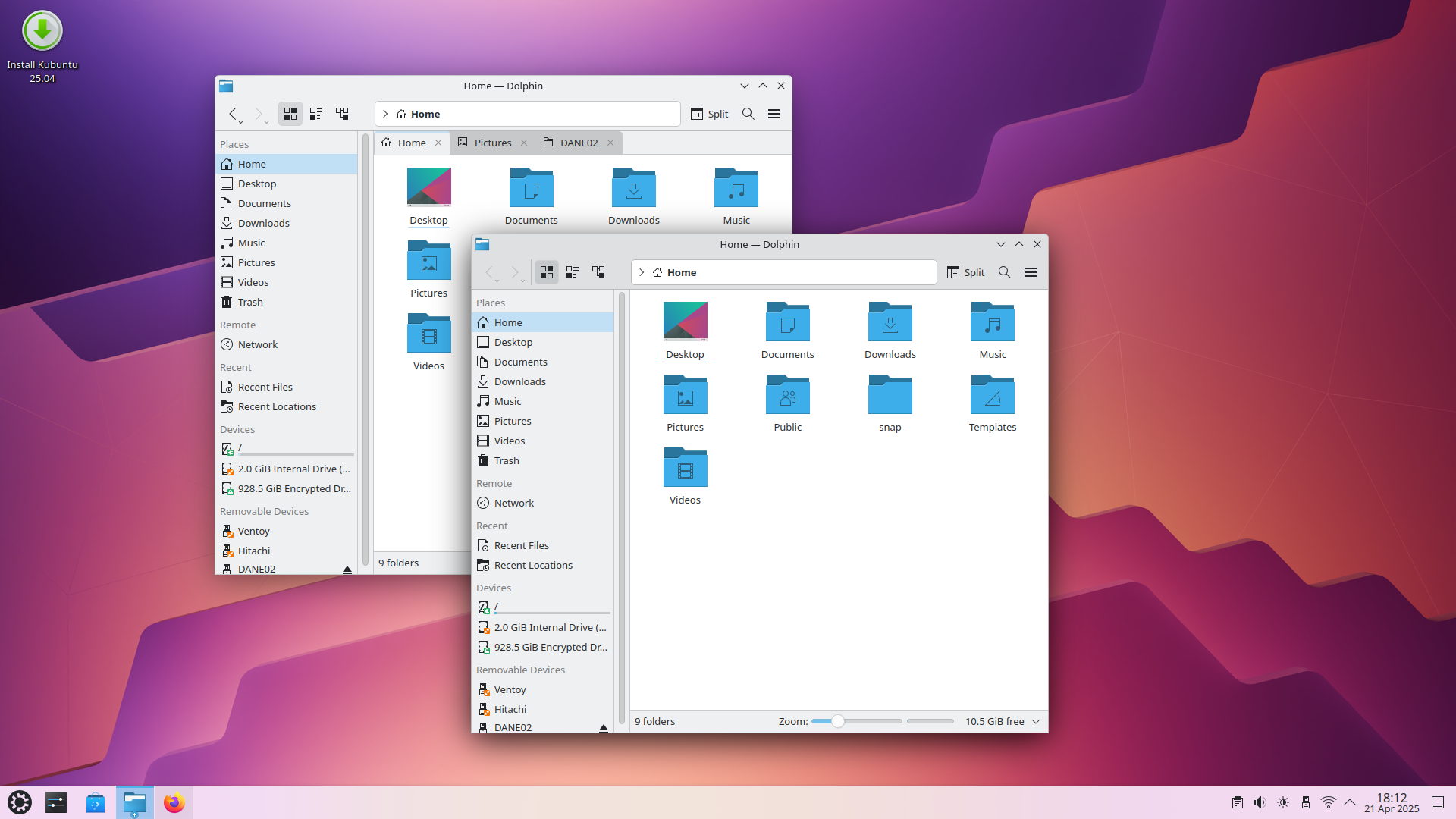
Kubuntu 25.04

## Telepítés
Az ajánlott minimális rendszerkövetelmények megegyeznek az Ubuntu igényeivel.

### Letöltés
Angol nyelvű oldal a legújabb verziókkal: https://kubuntu.org/getkubuntu/
Magyar nyelvű felhasználói felülettel is elérhető a Kubuntu.
Az angol nyelvű weboldalról letöltött ISO-t használva:
- a Live rendszer indításakor kiválasztható a magyar nyelv, így már a futó Live rendszer is magyar nyelvű lesz
- a Live rendszeren az asztalon található ikonra kattintva indítható a telepítés, aminek első oldalán kiválasztható a magyar nyelv a telepítéshez, mely a továbbiakban a telepített rendszer alapértelmezésének is megadható.

### Telepítés
A telepítéshez segédlet elérhető a https://userbase.kde.org/Kubuntu/Installation oldalon. (angol nyelvű)